# 帕爾馬索拉市

帕爾馬索拉市（西班牙語：Municipio Palmasola），是委內瑞拉的一個市，位於該國西北部法爾孔州，首府設於帕爾馬索拉，始建於1992年3月13日，面積194平方公里，2001年人口6,340，人口密度為每平方公里32.68人。